# Лінинська Ганна Тимофіївна
Га́нна Тимофі́ївна Ліни́нська (1905 , Лаврів, Королівство Галичини та Володимирії, Старосамбірський повіт, Австро-Угорщина  — невідомо ) — українська радянська та партійна діячка. Депутат Верховної Ради УРСР 1-4-го скликань. Депутат Народних Зборів Західної України в 1939 р.

## Біографія
Народилася 1905 року в багатодітній бідній селянській родині в селі Лаврів, тепер Самбірський район, Львівської області. Закінчила три класи сільської школи. З дванадцятирічного віку наймитувала на землях Лаврівського монастиря. Після одруження працювала у власному селянському господарстві.
У жовтні 1939 року обрана депутатом Народних Зборів Західної України. 24 березня 1940 року обрана депутатом Верховної Ради УРСР 1-го скликання по Турковському виборчому округу № 318 Дрогобицької області.
У 1940 — червні 1941 року — заступник голови виконавчого комітету Стрілківської районної ради депутатів трудящих Дрогобицької області.
У 1941–1944 роках — перебувала в евакуації в Чкаловській області РРФСР, працювала в колгоспі.
Член ВКП(б) з 1943 року.
У 1944–1948 роках — заступник голови виконавчого комітету Стрілківської районної ради депутатів трудящих Дрогобицької області, з 1945 року — організатор з роботи серед жінок Стрілківського районного комітету КП(б)У.
У 1948–1952 роках — секретар Стрілківського районного комітету КП(б)У Дрогобицької області.
З 1952 року — знову заступник голови виконавчого комітету Стрілківської районної ради депутатів трудящих Дрогобицької області.

## Родина
Одружена. Мала двох дочок Теофілію та Марію. Чоловік, Юліан Ількович Лінинський, голова колгоспу в Стрілківському районі, загинув на окупованій території під час 2-ї світової війни.

## Нагороди
- орден Трудового Червоного Прапора (23.01.1948)